# 大齒底潛魚
大齒底潛魚為輻鰭魚綱鼬魚目鼬魚亞目隱魚科的其中一種，分布於東大西洋區，包括地中海海域，棲息深度120-3250公尺，體長可達17公分，為深海底棲性魚類。

## 擴展閱讀
維基物種上的相關：大齒底潛魚